# Kungen kommer tillbaka
Kungen kommer tillbaka (franska: Le roi de cœur, "hjärter kung") är en fransk komedifilm från 1966 i regi av Philippe de Broca och med Alan Bates i huvudrollen. Den handlar om en skotsk soldat under första världskriget som skickas för att oskadliggöra en bomb i en fransk småstad. Vad han inte vet är att staden är utrymd sånär som på patienterna från stadens dårhus, som har antagit rollen som stadens invånare. Filmen är inspelad i Senlis, Oise.

## Handling
Det är slutskedet av första världskriget och den retirerande tyska armén gömmer en stor tidsinställd bomb i en fransk småstad, i syfte att spränga hela staden när den har intagits av britterna. Fragmentarisk information om planen når ett skotsk förband som skickar en franskkunnig soldat, brevduveskötaren Charles Plumpick, för att lokalisera och oskadliggöra bomben.
Lokalbefolkningen har också fått reda på planen och utrymt staden. Kvar finns endast patienterna på det lokala mentalsjukhuset, som råkar släppas ut och tar över stadens funktioner. Efter en viss förvirring inser Plumpick vilka det är som utgör befolkningen. Dårarna tror att Plumpick är hjärter kung, paraderar honom genom gatorna och kröner honom i stadens katedral. Genom karnevaleska förvecklingar jagas såväl de tyska trupperna som tre brittiska soldater ut ur staden.
Plumpick hittar det blockhus där bomben finns men kan inte forcera det. Han lyckas inte heller övertala dårarna att evakuera staden. Han anser sig inte kunna svika dem och stannar trots en säker död. I sista stund listar han ut att bomben är kopplad till stadens mekaniska klockspel och kan förhindra detonationen genom att blockera det avgörande klockslaget med sitt huvud.
När ingen explosion sker intar de brittiska trupperna staden. När de firar genom att använda kanoneld som fyrverkeri tror tyskarna från sin position att bomben har detonerat trots allt. Morgonen därpå fångar dårarna Plumpick och binder fast honom när britterna ska tåga vidare. Samtidigt anländer tyskarna och soldaterna konfronteras på stadens torg, där de skjuter ihjäl varandra till siste man.
Franska armén anländer och dårarna flyttar tillbaka till mentalsjukhuset. Plumpick och hans brevduva tilldelas varsin medalj. När han skickas ut på ett nytt uppdrag deserterar han dock och flyttar in på mentalsjukhuset, där han lever som hjärter kung.

## Medverkande
- Alan Bates som Charles Plumpick
- Geneviève Bujold som Coquelicot
- Pierre Brasseur som general Géranium
- Jean-Claude Brialy som greve de Trèfle
- Micheline Presle som Mme Eglantine
- Michel Serrault som M. Marcel
- Françoise Christophe som grevinnan
- Julien Guiomar som Mgr Marguerite
- Adolfo Celi som överste McBibenbrook
- Pierre Palau som Albéric
- Madeleine Clervanne som Brunehau

## Mottagande
Filmen hade premiär den 21 december 1966. I Frankrike blev den ett misslyckande både finansiellt och bland kritiker. I Förenta staterna blev den däremot en kultfilm som visades i flera år och särskilt var populär bland studenter.

## Eftermäle
Filmen var inspirationskälla till tangosången "Balada para un loco" från 1969 med text av Horacio Ferrer och musik av Ástor Piazzolla. Den är förlaga till den amerikanska musikalen King of hearts från 1978.